# 倫敦啤酒淹災
倫敦啤酒淹災（英語：London Beer Flood）發生於1814年10月17日，當時存放在倫敦繆克斯啤酒廠公司馬蹄啤酒廠的大型木製酒桶突然爆裂，溢出的波特啤酒撞開了相鄰大桶的止水栓，並毀壞了數個豬頭桶，合共釋出580,000－1,470,000公升波特啤酒。
隨後，這股「啤酒洪水」沖破啤酒廠後牆，湧入鄰近的聖吉爾貧民窟，摧毀兩間房屋，並嚴重損壞另外兩間房屋。由於建築物周邊的土地地勢平坦，又處於低窪地區，加上排水設施不足，以致大量啤酒流入地窖，居住在其中的人們被迫爬上家具以防溺水。事故造成八人遇難，其中五人在事發時正為一名兩歲男孩守靈。事發後兩日，死因裁判官展開研訊。在查看啤酒廠和受害者遺體以及聽取多位證人口供後，陪審團最終裁定八人死於「偶然、意外和不幸」。
鑑於死因研訊判定這宗事件屬於「天災」，繆克斯啤酒廠公司毋須支付賠償金。但是，事故造成的損失令公司處於倒閉邊緣，最終稅務局退回啤酒稅，公司才得以繼續經營。這次事故亦促使整個釀酒業逐步淘汰大型木桶，並以其他容器取而代之。馬蹄啤酒廠於1921年停運，舊址後來成為了自治領劇院所在地。1961年，公司進入清盤程序。

## 背景

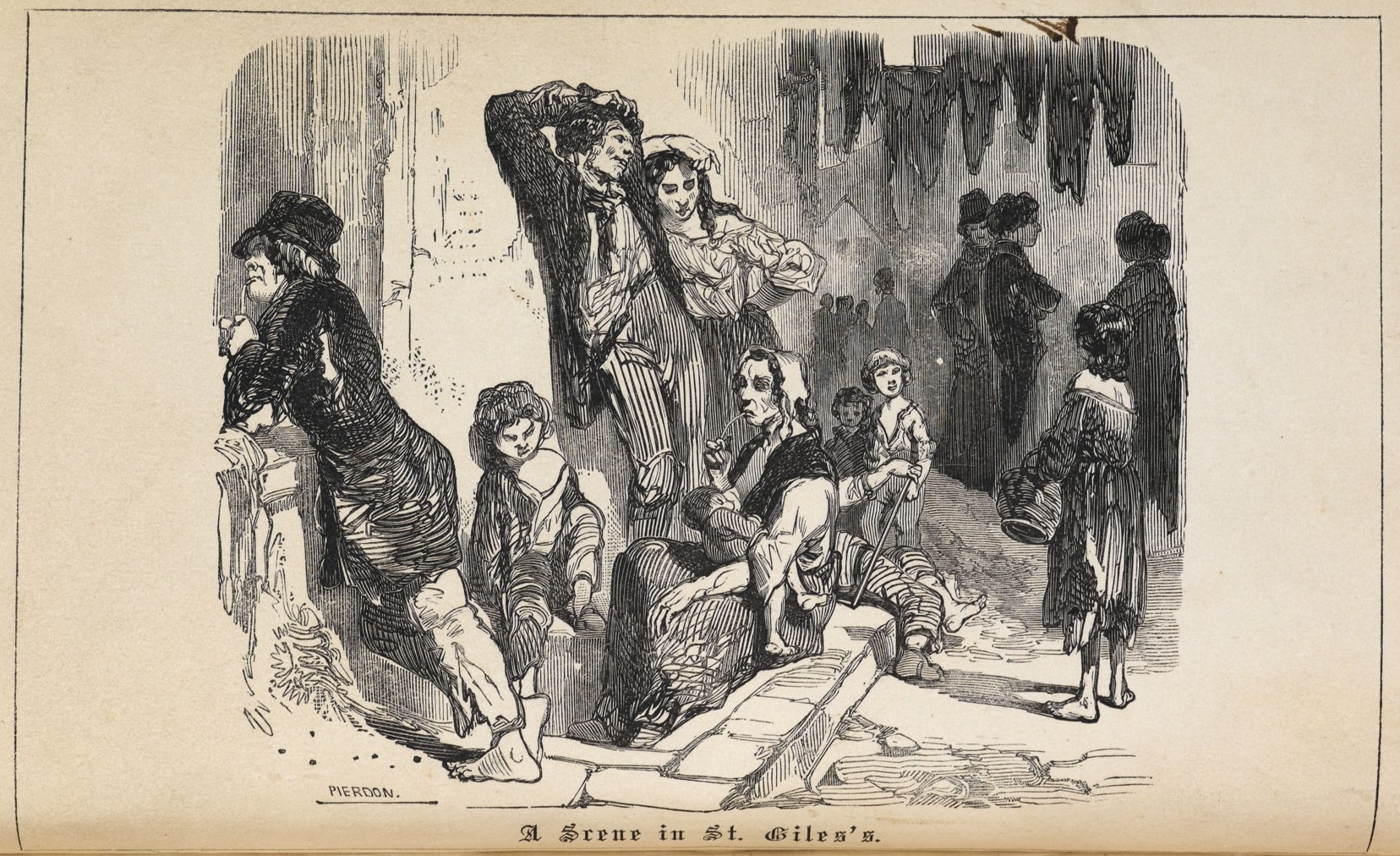
《聖吉爾貧民窟一隅》，繪於1850年

十九世紀初，繆克斯啤酒廠公司（Meux Brewery）與惠特貝瑞公司是倫敦最大規模的啤酒廠。1809年，亨利·繆克斯爵士購入了位於托登罕宮路和牛津街交界處的馬蹄啤酒廠。繆克斯的父親理查德·繆克斯爵士（Sir Richard Meux）曾與他人共同擁有位於酒池街（Liquor-Pond Street，現稱克勒肯維爾路）的格里芬啤酒廠，並在該處建造了倫敦最大的酒桶，容量達3,300,000公升（20,000英制桶）。
亨利·繆克斯仿效父親，造出一個高6.7（22英尺）、容量達2,900,000公升（18,000英制桶）的木制容器，並以重81公噸（80長噸）的鐵箍加固。繆克斯啤酒廠公司只釀造波特啤酒：波特是款深色啤酒，源於倫敦，是首都最受歡迎的酒精飲料。在1811年7月至1812年7月間，啤酒廠共生產了16,773,900公升（102,493英制桶）波特。波特會被存於大型容器內數個月以待成熟，或會放置一年使品質更上乘。
啤酒廠後方的新街（New Street）是條短盡頭路，與戴奧特街（Dyott Street）相連。兩條街道均位於聖吉爾貧民窟之內。愛爾蘭文學教授理查德·柯克蘭（Richard Kirkland）指，這個佔地3.2公頃（8英畝）的貧民窟是個永久衰敗的地方，似乎總是處於社會和經濟崩潰的邊緣。聖詹姆斯的牧師托馬斯·比姆斯（Thomas Beames）曾在1852年出版著作《倫敦貧民窟：過去、現在、未來》（The Rookeries of London: Past, Present and Prospective），稱聖吉爾貧民窟是「社會敗類的集中地」。此區亦是畫家威廉·賀加斯1751年作品《琴酒巷》的靈感來源。

## 事發當日
1814年10月17日下午4點30分左右，繆克斯啤酒廠公司倉庫職員喬治·克里克（George Crick）目睹其中一條箍著大桶的鐵帶滑落。大桶高約6.7（22英尺），被數條重約320（700磅）的鐵箍箍緊，內含581,800公升（3,555英制桶）放置了十個月的波特啤酒，酒水離桶頂的距離只有10（4英寸）。由於每年都會出現兩至三次鐵箍下滑的事故，克里克並不特別關注此事，只是把問題如實向上司報告。上司稱此事「不會造成任何傷害」，同時要求克里克留一張字條給啤酒廠合夥人之一的楊先生，讓他稍後修復。
鐵環脫落一小時後，克里克站在距離大桶9.1（30英尺）的平台上，手上拿著寫給楊先生的紙條，這時大桶毫無徵兆地突然爆裂。液體釋放的力量撞開了相鄰大桶的止水栓，導致它們開始排放酒水，數個豬頭桶的波特啤酒就此毀於一旦。這些木桶合共釋出580,000—1,470,000公升（128,000—323,000英制加侖）液體。啤酒廠後牆高7.6（25英尺），厚度約為兩塊半磚，但仍然無法抵擋數十萬公升酒水的巨大壓力，最終被其衝破，一些磚塊更被撞飛，散落在附近大羅素街的房屋屋頂上。
一波高約4.6（15英尺）的波特啤酒「洪水」沖進新街，摧毀兩間房屋，並嚴重損壞另外兩間房屋。在其中一間房屋裡，四歲女孩漢娜·班菲爾德（Hannah Bamfield）正與母親和另一個年幼弟妹喝茶，但洪水把母親和弟妹捲至街上，漢娜則被淹死。在第二座被毀的房子裡，一個愛爾蘭家庭正在為一個兩歲男孩守靈，席捲而來的洪水卻淹死男孩母親安妮·薩維爾（Anne Saville）和另外四名哀悼者：瑪麗·馬爾維（Mary Mulvey）及她的三歲兒子，伊麗莎白·史密斯（Elizabeth Smith），凱瑟琳·巴特勒（Catherine Butler）。14歲的埃莉諾·庫珀（Eleanor Cooper）是大羅素街泰維斯託克阿姆斯（Tavistock Arms）酒吧老闆的傭人，事發時正在酒吧院子裡清洗鍋具，不幸被啤酒廠倒下的後牆活埋而歿。另一個孩子莎拉·貝茨（Sarah Bates）則被發現死在新街另一間房屋裡。建築物周邊的土地地勢平坦，又處於低窪地區，加上排水設施不足，以致大量啤酒流入地窖，居住在其中的人們被迫爬上家具以防溺水。
洪水沖破啤酒廠部分建築，引致三名工人受困，但獲其他工人救援，最終啤酒廠所有人都倖免於難。事後，受困的三名工人連同廠長和另一名工人被送往米德爾塞克斯醫院救治。

## 事後
事後，當地出現了數百人收集啤酒、大規模醉酒、有人在數日後死於酒精中毒等等的傳言。製酒史學家馬丁·康奈爾（Martyn Cornell）指出，當時報紙沒有提及人們狂歡或後來死亡，反而稱人群表現良好。康奈爾認為，當時大眾媒體不喜歡居住在聖吉爾的愛爾蘭移民，因此如果他們有任何不當行為，就會被大肆報導。
在10月19日的報導中，《早報》（Morning Post）稱啤酒廠後方周圍的區域是「一片頽垣敗瓦，景象既可怕又恐怖，情況可媲美火災或地震過後的環境」。啤酒廠的看守人帶領人們查看被毀酒桶的殘骸，引來數百名觀眾觀看。在地窖遇難的數名哀悼者，其家人在班布里奇街（Bainbridge Street）的船（The Ship）酒吧為他們守靈。至於其他遇難者的遺體，則由家屬安放在附近的院子裡。不少市民前來悼念，並為他們的葬禮捐款，甚至有人開始為遇難者家屬募捐。

## 死因研訊
10月19日，米德爾塞克斯的死因裁判官喬治·霍奇森（George Hodgson）在聖吉爾教區的濟貧院展開死因研訊。受害者的詳細信息如下：
- 埃莉諾·庫珀（Eleanor Cooper），14歲
- 瑪麗·馬爾維（Mary Mulvey），30歲
- 托馬斯·默里（Thomas Murry），3歲，瑪麗·馬爾維之子
- 漢娜·班菲爾德（Hannah Bamfield），4歲4個月
- 莎拉·貝茨（Sarah Bates），3歲5個月
- 安妮·薩維爾（Anne Saville），60歲
- 伊麗莎白·史密斯（Elizabeth Smith），27歲
- 凱瑟琳·巴特勒（Catherine Butler），65歲

霍奇森把陪審團帶往事件現場，他們在向證人取證前先查看啤酒廠和受害者遺體。第一個證人是喬治·克里克，他目睹了事件發生的全過程，而他的兄弟更是其中一名在啤酒廠內受傷的工人。克里克供稱大桶上的鐵箍每年都會出現三至四次故障，但以往均未引起任何問題。陪審團亦有聽取泰維斯託克阿姆斯酒吧老闆理查德·霍斯（Richard Hawse）以及另外數人的陳述。最終，陪審團裁定這八人是死於「偶然、意外和不幸」。

## 後續
鑑於死因研訊判定這宗事件屬於「天災」，因此繆克斯公司毋須支付賠償金。儘管如此，這場災難導致公司失去大量波特啤酒，同時需要修復受破壞的啤酒廠和更換大桶，損失金額估計達23,000英鎊。公司向議會提出私人請願後，稅務局退回大約7,250英鎊的啤酒稅款，使公司免於破產，得以繼續經營。
不久之後，馬蹄啤酒廠重新營業。1914年，繆克斯啤酒廠公司購買位於旺茲沃思的九榆樹啤酒廠（Nine Elms Brewery），並逐步把生產線遷移當地。1921年，佔地9,600平方（103,000平方英尺）的馬蹄啤酒廠正式關閉。馬蹄啤酒廠於翌年被拆除，該處後來成為自治領劇院的所在地。1961年，繆克斯啤酒廠公司進入清盤程序。由於這次事故，整個釀酒業逐步淘汰大型木桶，並由混凝土容器取而代之。

## 備註
1. ↑  新街在二十世紀市區重建期間被拆除，戴奧特街則仍然保留大致相同的走向。
2. ↑  一個豬頭桶（英语：Hogshead）相當於250公升（54英制加侖）[21]。
3. ↑  不同來源對於啤酒洪水的體積都有各自說法，數字包括：580,000公升（128,000英制加侖）[23]，介乎590,000—1,230,000公升（130,000—270,000英制加侖）之間[6]，逾1,000,000公升（220,000英制加侖）[24]，介乎1,300,000－1,450,000公升（290,000－320,000英制加侖）[25]，1,420,000公升（2,500,000英制品脫；312,500英制加侖）[26]，1,450,000公升（320,000英制加侖）[17][27]，以及1,470,000公升（323,000英制加侖）[28]。
4. ↑  班菲爾德夫人和另一個孩子一度情況危急，兩人在脫離危險期後留醫了一段時間，最後康復[22]。
5. ↑  按照英國消費者物價指數來計算，1814年的23,000英鎊相當於2021年約1,712,000英鎊[38]。
6. ↑  按照英國消費者物價指數來計算，1814年的7,250英鎊相當於2021年約540,000英鎊[38]。